# 渋谷区立幡代小学校
渋谷区立幡代小学校（しぶやくりつ はたしろ しょうがっこう）は、東京都渋谷区初台一丁目にある公立小学校。

## 概要
学校は京王新線と都営地下鉄新宿線の初台駅の西方向に程近く位置し、初台駅南口（甲州街道の南側）から西に進むと、学校の校庭と校舎が目に入る。南、東、西側の三方は公道に面した住宅街で、正門は南側に通用門は北側にある。

## 沿革
経緯
幡代小学校は、渋谷区内の小学校でも3番目に歴史が古く、1882年（明治15年）代々木村幡ヶ谷村連合村立幡代小学校として設立された。創設期の水上忠蔵は忘れられない存在で、水上忠蔵没後の1912年（明治45年）渋谷区幡ヶ谷一丁目にある清岸寺境内に「水上忠蔵」追慕碑が建立された。戦後の学制改革によって、東京都渋谷区幡代小学校に校名変更した。2000年（平成12年）に地方自治法改正により東京都の冠を取り、渋谷区立幡代小学校と校名変更した。
幡代の由来は、1889年（明治22年）に、代々木と幡ヶ谷の二つの村が合併して「代々幡村」が出来、人口が少ない幡ヶ谷には、人口が多い代々木に対して何かと不満があった。もめることもあり、代々木の住人の源内さんという人が、抜き身の槍を持ち馬に乗って幡ヶ谷に押しかけたなどの話もあった。結局、住人たちの話し合いで、村の名前では代々木の地名を先にして「代々幡」としたが、小学校の名前では幡ヶ谷を先にして「幡代」にした。
年表
- 1882年（明治15年）2月2日 - 代々木村幡ヶ谷村連合村立幡代小学校として設立された。
- 1900年（明治33年） - 小学校令が公布され、尋常小学校は4年制に、高等小学校は2年制になった。
- 1923年（大正9年） - 幡代尋常高等小学校の分校として笹塚に、幡代尋常高等小学校笹塚分教場が設立された。
- 1941年（昭和16年）4月1日 - 国民学校令施行により東京府東京市幡代国民学校となる。
- 1943年（昭和18年）7月1日 - 都制実施により東京都幡代国民学校となる。
- 1947年（昭和22年）4月1日 - 文部省令により東京都渋谷区幡代小学校と名称変更した。
- 2000年（平成12年） - 地方自治法改正により東京都の冠を取り、渋谷区立幡代小学校と名称変更した。
- 2015年（平成27年）5月7日 - 平成27年度、東京都教育委員会、言語能力向上拠点校の指定受ける。
- 2023年（令和5年）1月 - 全教科 小学校教科担任制等推進校となる[3]。

### 建て替え計画
渋谷区は2022年（令和4年）、教育目標や長寿命化計画を踏まえ、「未来の学校のコンセプト」と「新しい学校施設整備に当たっての考え方」の概要をまとめ、「渋谷区新しい学校づくり整備方針（2023年3月）、渋谷区立小学校と中学校の建て替えロードマップ」を発表した。
- 工事期間（解体1年、建築2年） - 2029年度（令和11年）〜 2031年度（令和13年）

明治15年の学校開設当時
渋谷区内の歴史がある小学校は、1876年（明治9年）開設の千駄ヶ谷小学校、1877年（明治10年）の渋谷小学校、1878年（明治11年）の臨川小学校で、幡代小学校は4番目の1881年（明治14年）である。
幡代小学校の学校開設当時は、生徒数60名、教員2名で、校舎は間口6間、奥行3間の平屋で、学校設置も国からの補助金はなく、地域住民の負担で賄われ、当時は、学区内集金、寄付金、そして授業料（1人月10銭、時価で1000円位）だった。
教育者・水上忠蔵
幡代小学校の創設期の教育者が水上忠蔵である。幡代小学校の前身である白水分校の教員で、幡代小学校の開校と同時に教員となり、年齢はすでに50歳を過ぎ、教員資格を持っていなかったため「助教」の境遇だった。しかし、生徒の指導と校長を補佐し、幡代小学校にはなくてはならない存在だった。水上忠蔵は1891年（明治24年）1月18日に亡くなったが、1912年（明治45年）幡ヶ谷の清岸寺境内に「水上忠蔵」追慕碑を建立した。

## 教育方針
教育目標
「やさしい子供」考える子供」「元気な子供」
小学校の児童数と教員数
| 年度     | 児童総数 | 1年生 | 2年生 | 3年生 | 4年生 | 5年生 | 6年生 | 教員数 | 職員数 |
| -------- | -------- | ----- | ----- | ----- | ----- | ----- | ----- | ------ | ------ |
| 平成23年 | 569人    | 88人  | 98人  | 102人 | 96人  | 87人  | 98人  | 29人   | 10人   |
| 平成24年 | 547人    | 79人  | 89人  | 101人 | 99人  | 96人  | 83人  | 32人   | 10人   |
| 平成25年 | 554人    | 95人  | 76人  | 89人  | 102人 | 101人 | 91人  | 28人   | 9人    |
| 平成26年 | 558人    | 95人  | 96人  | 74人  | 88人  | 105人 | 98人  | 29人   | 8人    |
| 平成27年 | 552人    | 97人  | 93人  | 94人  | 76人  | 85人  | 107人 | 30人   | 9人    |
| 平成28年 | 543人    | 105人 | 94人  | 91人  | 94人  | 74人  | 85人  | 33人   | 6人    |
| 平成29年 | 554人    | 103人 | 104人 | 93人  | 89人  | 91人  | 74人  | 32人   | 4人    |
| 平成30年 | 605人    | 122人 | 101人 | 107人 | 93人  | 89人  | 93人  | 35人   | 3人    |
| 令和元年 | 655人    | 134人 | 124人 | 104人 | 106人 | 94人  | 93人  | 38人   | 3人    |
| 令和2年  | 707人    | 131人 | 135人 | 129人 | 108人 | 108人 | 96人  | 41人   | 5人    |
| 令和3年  | 723人    | 125人 | 126人 | 131人 | 125人 | 109人 | 107人 | 46人   | 4人    |
| 令和4年  | 724人    | 127人 | 128人 | 120人 | 126人 | 117人 | 106人 | 44人   | 5人    |
| 令和5年  | 745人    | 130人 | 128人 | 126人 | 120人 | 123人 | 118人 | 41人   | 6人    |

## 学校行事
放課後クラブ
放課後クラブは、保護者の就労状況に関わらず、全ての児童を対象とし、学校や地域との連携により、児童一人一人を健やかに育てていくための事業。校庭、体育館、図書館、特別教室等の学校施設を活用して活動する。
校外学習
渋谷区立小中学校の児童・生徒たちが、校外学習を行う宿泊施設があり、学校が使用しない期間は社会教育団体に開放している。利用資格は区内在住、在勤者を主とする社会教育団体
- 山中高原学園 - 〒401-0501 山梨県南都留郡山中湖村山中263
- 冨山高原学園 - 〒299-2216 千葉県南房総市久枝784

## 通学区域
子供が通学する学校は、住所により指定されている、また、2004年（平成16年）から学校選択希望制を導入しており、入学を希望する学校を選べる。学校選択希望制は、現行の通学区域を維持したうえで、通学区域外の学校を希望することが出来る制度で、特色のある学校づくりや地域に開かれた学校づくりを推進し、区民から選ばれる学校づくり等を図る。
住所別通学区域
| 初台一丁目 | 初台二丁目 | 本町一丁目 | 代々木四丁目                               | 代々木五丁目                   |
| ---------- | ---------- | ---------- | ------------------------------------------ | ------------------------------ |
| 全域       | 全域       | 全域       | 32番、33番、36 - 39番 41 - 46番、51 - 62番 | 13 - 36番、43 - 47番 49 - 53番 |

通学区域では調整区域を設けている、通学の距離等を考慮し保護者の申請により指定校の変更が出来る区域。
調整区域
| 希望校                 | 指定校     | 町丁名     | 番   |
| ---------------------- | ---------- | ---------- | ---- |
| 渋谷本町学園（小学校） | 幡代小学校 | 本町一丁目 | 全域 |

## 進学先中学校
住所別通学区域
| 代々木中学校                                                        | 渋谷本町学園（中学校）                                 | 笹塚中学校                           |
| ------------------------------------------------------------------- | ------------------------------------------------------ | ------------------------------------ |
| 初台一丁目 - 二丁目全域 代々木四丁目全域 五丁目13 - 36番、42 - 60番 | 本町一丁目 - 四丁目全域 五丁目1 - 33番、六丁目1 - 32番 | 本町五丁目34 - 47番、六丁目33 - 43番 |

### 学区/校区内の主な施設
官公施設
- 東京消防庁消防技術安全所（幡ヶ谷一丁目13番）
- 渋谷区立幡ヶ谷社会教育館（幡ヶ谷二丁目49番）
- 幡ヶ谷保健相談所（幡ヶ谷三丁目39番）
- はつらつセンター幡ヶ谷（幡ヶ谷二丁目19番）

教育施設
- 関東国際高等学校（本町三丁目2番）
- 帝京短期大学（本町六丁目31番）
- 渋谷区立渋谷本町学園（本町四丁目3番）

医療
- クロス病院（幡ヶ谷二丁目18番）
- 初台リハビリテーション病院（本町三丁目53番）
- 内藤病院（初台一丁目35番）

その他
- 新国立劇場（本町一丁目1番）

## 交通
鉄道
- 京王新線初台駅

路線バス
- 都営バス - 渋66系統、幡代駅（渋谷駅前行、阿佐ヶ谷駅前行）
- 京王バス - 渋66系統、幡代駅（渋谷駅行、阿佐ヶ谷駅行）、渋63系統、幡代駅（渋谷駅、中野駅行）
- ハチ公バス本町・笹塚循環春の小川ルート - 幡代駅（渋谷区役所、笹塚駅行）

## 著名な関係者
出身者
- 金子修介（映画監督）
- 野田秀樹（劇作家）
- 小倉昌男（実業家）
- 荒岱介（左翼活動家）
- 居藤高久   (実業家)

## ギャラリー
- 南側公道から校庭と校舎の北東を見る（2015年1月撮影）
- 南側公道から校庭と校舎の北西を見る（2015年1月撮影）
- 南東公道角から南側公道と校舎を見る（2015年1月撮影）
- 南側公道から校庭の西側方向を見る（2015年1月撮影）
- 南西公道角から南側公道と校庭を見る（2015年1月撮影）
- 南西公道角から西側公道と校庭を見る（2015年1月撮影）